# Émeric Bergeaud
Émeric Bergeaud, né aux Cayes en 1818 et mort en 1858, est un écrivain haïtien. Il est surtout connu comme l'auteur du premier roman haïtien, intitulé Stella et publié en 1859, après sa mort. Il est donc considéré comme une figure fondatrice de la littérature haïtienne.

## Biographie
Émeris Bergeaud devient le secrétaire de son oncle, le général Borgella qui est alors le commandant de l'arrondissement des Cayes.
En 1848, il doit s'exiler sur l'île de Saint-Thomas en raison de sa proximité avec un soulèvement contre Faustin Soulouque qui veut se faire proclamer empereur.
Il rédige lors de son exil son roman Stella, un roman historique qui relate un épisode des luttes pour l'indépendance. Rédigé avec la conscience d'écrire l'histoire d'une jeune nation encore peu reconnue, il s'agit du premier roman publié à Haïti.
En 1857, venu à Paris pour sa santé, il confie le manuscrit de Stella à son cousin Beaubrun Ardouin.
Le 23 février 1858, revenu sur l'île de Saint-Thomas, Émeric Bergeaud est emporté par la maladie.
Beaubrun Ardouin fait éditer Stella en 1859.

## Sources
1. ↑  Guy Ferolus, « Emeric Bergeaud, l'auteur du premier roman haïtien », sur Haiti Inter, 17 mai 2020 (consulté le 17 août 2025).